# Los amados muertos
Los amados muertos, a partir del título original de la obra The Loved Dead, también conocida como Amor a la muerte, es un cuento de terror del escritor estadounidense H. P. Lovecraft que tiene algunas semejanzas con las obras de Edgar Allan Poe. Esta obra fue hecha en 1919 y publicada por primera vez en la revista Weird Tales en el mes de mayo de 1924. En 2003 se publica en la antología de cuentos La hoya de las brujas y otros cuentos.

## Trama
Esta historia comienza con el personaje principal, cuyo nombre no es revelado en la historia. Aparentemente su suerte es la de estar condenado al encierro por su afición por la muerte, según él mismo dice. Luego comienza a contar la historia de su vida y el porqué de la situación en que se encuentra, donde se da a conocer como era de niño, adolescente y luego adulto. En todas estas etapas se observa una persona fría, sin intereses comunes al resto de los demás, pues en su niñez no le interesaba jugar con los otros niños, ni hacer amigos en este y posteriores cursos de su vida. Por consiguiente, empieza a poseer tendencias hacia el aislamiento desde temprana edad. Su vida infantil, según cuenta, se desarrolló en Fenham y fue marcada por trágicos sucesos, como la muerte de su abuelo, madre y padre, por este orden, a edad temprana. A causa de estos hechos, el protagonista comienza su verdadera afición por la muerte y llega a sentir un amor óptimo hacia los muertos y todo lo relacionado con la muerte, ya sea olor, cementerios, paisajes macabros, entre otras cosas, hasta el punto de adoptar una avanzada necrofilia.
Esto lo lleva a trabajar como empleado de una compañía de pompas fúnebres situada en Bayboro, un pueblo ubicado a 50 km de Fenham. En Bayboro comete disímiles asesinatos que le provocaban cierto placer. Más adelante se ve obligado a irse cuando el jefe de la compañía lo descubre durmiendo con un cadáver completamente desnudo. Después de esto participa en la Primera Guerra Mundial y luego vuelve a su anterior puesto de trabajo, ya que el jefe de la compañía había muerto.
En este punto comienza a matar de nuevo. Sin embargo, se vuelve más descuidado, por lo que es descubierto y se ve obligado a huir. Empero, en su fuga estrangula a una familia, lo que da la prueba definitiva: sus huellas dactilares en el cuello de sus más recientes víctimas. Después de tanto correr por un pantano cerca de su comunidad natal, pasando hambre, sed y con su aprensión cerca, decide unirse con los muertos que tanto ama, por lo que se suicida cortándose las venas con su cuchilla de afeitar.

## Polémica
La publicación de Los amados muertos trajo grandes polémicas por narrar la historia de un asesino en serie con características sádicas y necrofílicas. Además, la narración de algunas escenas de afición hacia los muertos, como en la que encuentran al protagonista acostado con un cadáver desnudo, provocó que la obra llegara a prohibirse. No obstante, esto pudo haber sido por tratar un tabú casi prohibido en la sociedad norteamericana de aquella época, lo que llevó a parte de la población, la gran mayoría padres, a no considerarla apta para sus hijos.

## Edición en español
- Lovecraft, Howard Phillips (2013). Más allá de los eones y otras historias en colaboración (José María Nebreda, trad.). Gótica 91. Reedición 2019. Madrid: Valdemar. ISBN 9788477028956.